# Pytilia hypogrammica
El estrilda aliamarilla (Pytilia hypogrammica) es una especie de ave paseriforme de la familia Estrildidae propia de África occidental y central. 

## Distribución
Se encuentra comúnmente en Benín, Burkina Faso, Camerún, República Centroafricana, Chad, República Democrática del Congo, Costa de Marfil, Ghana, Guinea, Liberia, Nigeria, Sierra Leona y Togo. Se estima que su área de distribución es de más de 250.000 km². 